# 사촌들 (1975년 영화)
사촌들(Cousin, Cousine)은 프랑스에서 제작된 장-샤를레 타셀라 감독의 1975년 멜로/로맨스, 코미디 영화이다. 빅토르 라누 등이 주연으로 출연하였다.

## 출연

### 주연
- 빅토르 라누
- 마리 크리스틴 바롤트
- 마리 프랑스 피지에
- 기 마르샹
- 지네트 가르신

### 조연
- 시벌 마스